# Aguda
Aguda ist eine Gemeinde (Freguesia) im portugiesischen Kreis Figueiró dos Vinhos. In ihr leben 909 Einwohner (Stand 19. April 2021).

## Geografie
Aguda liegt 8 km westlich von der Kreisstadt Figueiró dos Vinhos.

## Geschichte
1212 erhielt der Ort Stadtrechte durch König D.Sancho II. und wurde zur Vila erhoben. König Manuel I. erneuerte die Stadtrechte (Foral) im Jahr 1514. Bis 1855 gehörte Aguda zum Kreis Maçãs de Dona Maria, um seither dem Kreis Figueiró dos Vinhos angegliedert zu sein.

## Kultur und Sehenswürdigkeiten
In der Gemeinde liegt das Dorf Casal de São Simão, das zu der Route der erhalten gebliebenen Schieferdörfern, den Aldeias do Xisto gehört.
Der aus Kalkstein gefertigte Schandpfahl (Pelourinho) aus dem 16. Jahrhundert steht unter Denkmalschutz.